# Stern-Brauerei Essen

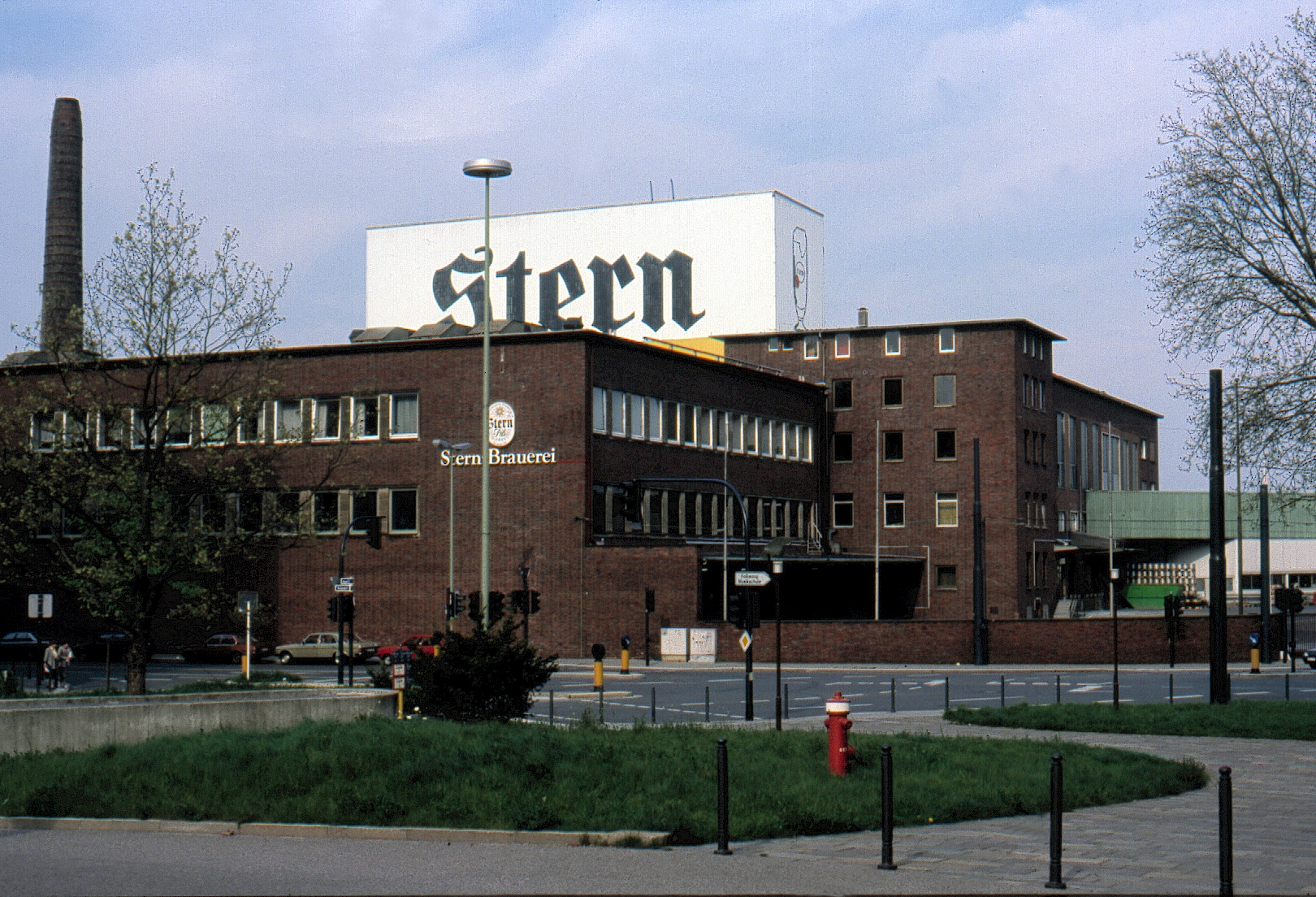
Stern-Brauerei Carl Funke AG in Essen 1979

Logo der Brauerei

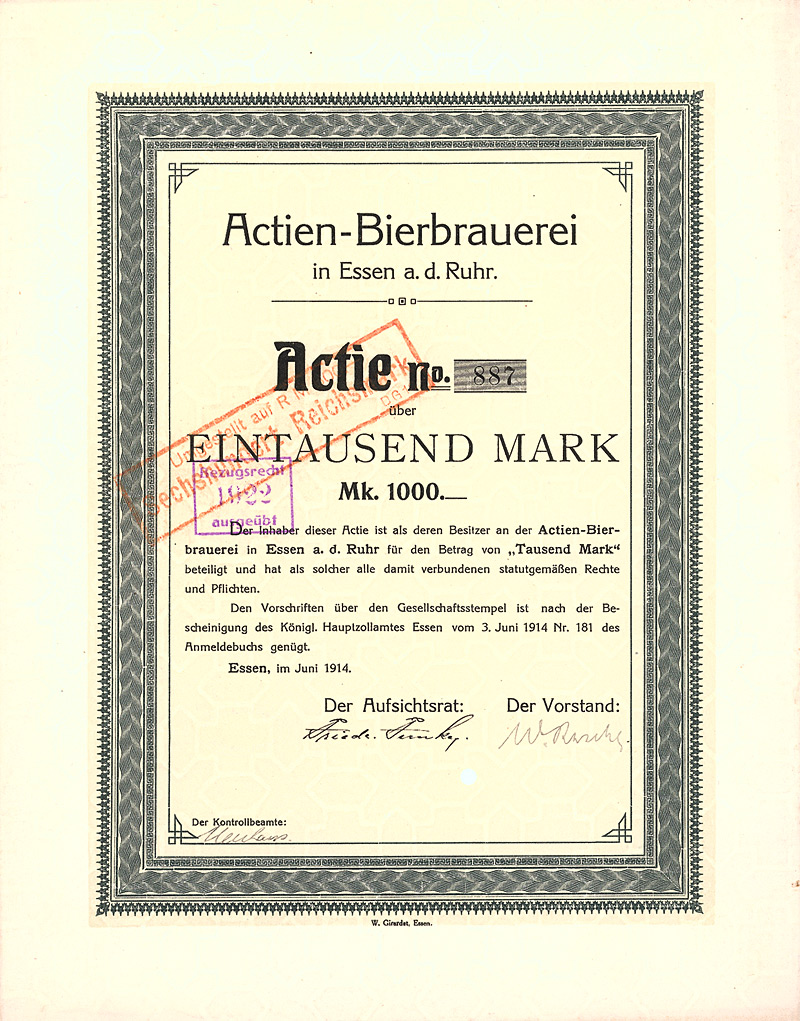
Aktie über 1000 Mark der Actien-Bierbrauerei in Essen vom Juni 1914

Die Stern-Brauerei war eine Bierbrauerei im Südviertel der Stadt Essen, die 1872 als Actien-Bierbrauerei in Essen an der Ruhr gegründet und 1989 geschlossen wurde. Heute wird das Bier in der Privatbrauerei Jacob Stauder in Altenessen gebraut und unter dem alten Markennamen Stern über die HSE GmbH in Essen weiter vertrieben.

## Geschichte
Das Unternehmen produzierte die untergärigen Biere Export und Pils, sowie die obergärigen Kraftmalzbiere, ferner Malz, Eis, Trockentreber und Malzkeime.
Die Unternehmensgründung als Actien-Bierbrauerei in Essen an der Ruhr fand am 19. Februar 1872 statt. Die Gründer waren die Unternehmer und Stadtverordneten Fritz Funke und Johann Wilhelm Schürenberg, der Unternehmer Ewald Hilger, der Kaufmann Gustav Hicking und der Bankier Ludwig von Born. Der Bau der Brauerei wurde vom Bauunternehmen  Funke & Schürenberg ausgeführt, das von Fritz Funke und Johann Wilhelm Schürenberg gegründet worden war.
1898 wurde die Sternbrauerei Kray Aktien-Gesellschaft durch den Fabrikanten Wilhelm Munscheid gegründet. Am 12. Juni 1900 folgte die feierliche Eröffnung der Brauerei unweit der Zeche Bonifacius in Essen-Kray durch Direktor Kammann. Die Gebäude entwarf der Brauerei-Architekt Plücker aus Kripp am Rhein, während Clemens Erlemann aus Bochum die Bauausführung übernahm. 1922 kaufte die Essener Actienbrauerei die Marke. Die Brauerei war an der Essener Börse notiert. Nach deren Schließung 1934 fand der Handel an der Düsseldorfer Börse statt. Der Industrielle und Geheime Kommerzienrat Carl Funke hatte von 1890 bis zu seinem Tod 1912 den Aufsichtsratsvorsitz inne. Ihm folgte 1919 bis 1932 und noch einmal 1936 sein Sohn Fritz Funke (1888–1975). Einer der Direktoren und Vorstandsmitglieder der Actien-Bierbrauerei war Wilhelm Rasche (* 1865, † 1935), Vater der ersten Kunstfliegerin der Welt, Thea Rasche aus Essen.
1931 wurde der bereits 1867 in Essen gegründete lokale Konkurrent Phönix-Brauerei GmbH übernommen. 1932 folgte die Übernahme der Kronen-Brauerei AG Essen-Borbeck in Borbeck. 1936 erwarb die Familie Funke als Besitzer der Essener Stern-Brauerei maßgebliche Aktienanteile an der Dortmunder Stifts-Brauerei. 1939 erwarb die Stern-Brauerei die Aktienmehrheit der Dom-Brauerei und der Hitdorfer Brauerei AG in Köln, wobei in Aktien-Brauerei Carl Funke AG umfirmiert wurde.
1963 fand die Umbenennung in Stern Brauerei Carl Funke AG statt. Nachdem Stern 1971 die verbliebenen 25 Prozent Aktienanteil der Dortmunder Stifts-Brauerei übernommen hatte, wurde 1972 die vollständige Übernahme der Dom-Brauerei in Köln abgeschlossen und der Sitz der Stern-Gruppe nach Köln verlegt.
1973 war die Stern Brauerei Carl Funke AG als größte Brauerei Holding der Stern-Gruppe, wobei ihre Großaktionäre 15,4 Millionen D-Mark Grundkapital besaßen. Die Großaktionäre waren die Familie Funke, die Allianz-Versicherung und die Commerzbank, die je etwa 25 Prozent des Stern-Kapitals hielten. Diese zusammen 75 Prozent wurden wenig später vom englischen Brauunternehmen Watney-Mann übernommen.
Ab 1987 wurde die Dom-Brauerei als juristisch selbständiges Unternehmen innerhalb der Stern-Gruppe geführt. Ebenfalls 1987 wurde die zu Stern gehörende Dortmunder Stifts-Brauerei von der Privatbrauerei Dortmunder Kronen übernommen. 1998 fand in Köln die Umbenennung der Stern Brauerei Carl Funke AG in Dom-Brauerei AG statt.
Die Stern-Brauerei im Essener Südviertel wurde 1989 geschlossen und wegen der später durchgeführten Erweiterung des benachbarten Hauptsitzes des Energieversorgers RWE abgerissen. Heute steht am Platz der ehemaligen Brauerei der RWE-Turm als Konzernzentrale.
Nachdem Stern 1990 die Betriebsgebäude der heutigen Dampfbierbrauerei in Borbeck übernommen hatte, werden dort die Brautätigkeiten aufrechterhalten. Zwei Jahre später fand der Einbau der Braustube der Stern-Brauerei statt. Die Dampfbierbrauerei in Borbeck ist heute Teil der Route der Industriekultur. Bis zum 31. Dezember 2007 wurde das Sortiment der Stern-Brauerei auch in der Brauerei Stauder hergestellt. Der Werbeslogan lautete Stern Pils – Das Pils unter dem guten Stern.
Seit dem 1. Januar 2008 hat das Essener Familienunternehmen HSE Getränkegroßhandel GmbH die Alleinvertriebsrechte für die Traditionsmarke Stern übernommen, die damit weiterhin erhalten bleibt. Die weiterhin von Stauder gebrauten Stern Pils und Stern Export werden seitdem allein über die mehr als 100 Getränkemärkte des Unternehmens vertrieben. Im Mai 2012 wurde das Design von Stern Pils und Export zur Image-Aufbesserung geändert.